# 戴安娜·鲍姆林德
戴安娜·布隆伯格·鲍姆林德（英语：Diana Blumberg Baumrind，1927年8月23日—2018年9月13日） 是一位得名于育兒風格研究和她对心理学研究中的欺骗行为的批判的临床与发展心理学家。

## 生活
鲍姆林德出生于纽约市的一个犹太社区，是其他两个女儿海曼（Hyman）与莫丽·布伦伯格（Mollie Blumberg）的姐姐。她于1948年在亨特學院获得了心理学及哲学的文学士、文学硕士学位并在加利福尼亞大學柏克萊分校获得了哲学博士学位。她的博士论文名为《讨论组中行为的一些人格及情境决定因素》（Some personality and situational determinants of behavior in a discussion group）。
在学校授予她博士学位后，她在伯克利的考威尔纪念医院当任心理学专家。她同时也是两项美國公共衛生局项目的主管和加利福尼亚州州项目的顾问。1958至1960年间她在伯克利开了一家私人诊所。
鲍姆林德是一位加利福尼亞大學柏克萊分校人类发展学院的发展心理学家。她由于对育兒風格的研究和对心理学研究中的欺骗的批评所闻名，特别是对米爾格倫實驗的批评。
她的教养方式基于极端重要的教养方面。第一个是“父母响应性”，指父母对孩子需求的反应程度。第二个是“父母绝对化要求”，指父母期望从孩子身上看见更多成熟且负责任行为的程度。使用这两种维度，她列出了三种不同的教养方式：
- 專制（“过狠”）：专制教养方式被定义为具有高父母绝对化要求与低父母响应性。专制型父母严格、死板且要求过高。虐待孩童的父母通常为此分类（虽然鲍姆林德很小心地强调不是所有的专制型父母都会虐待儿童）。
- 放任（“过软”）：这种教养方式被定义为具有低父母绝对化要求与高父母响应性。放任性父母总的而言对孩子的需求能做出相应，但很少强制一致的规则。“被溺爱（英语：Spoiled child）”的小孩通常都有放任的父母。
- 權威加民主（“刚刚好”） ：这种教养方式被定义为具有高父母绝对化要求与极高的父母响应性。权威加民主的父母很严格却不死板，希望孩子在危急关头打破常规。这种父母会响应孩子的需要但却不惯坏孩子。鲍姆林德明确提出她喜欢权威加民主的教养方式。

鲍姆林德学习了对孩子体罚的效果，并推断出在权威加民主的教养方式中轻微地拍打孩子不会造成过大的危害。她观察到先前有关体罚与有害结果的关联研究无法控制如社会经济地位的变量。低收入家庭相比富裕家庭更可能使用体罚的方式对待孩子。来自低收入地区的孩子相比来自富裕地区的孩子更可能进行暴力犯罪。但只要控制了家庭收入与其他自变量，鲍姆林德相信体罚本身将不会导致有害结果。这一断言吸引了来自同一书刊的其他学者的批评与反对，例如：无论有害与否，体罚都没有能造成有益结果的一致性证据。
她的科研影响了狄奧多·阿多諾、埃尔瑟弗伦克尔-布伦斯瑞克、丹尼尔·J·莱文森、聂伟特·桑福德、艾贡·布雷斯威克、大卫·克雷奇与理查德·S·克拉奇菲尔德等人。
鲍姆林德於2018年9月13日因交通事故過世。

## 另请参阅
- 育兒風格，麦科比与马丁扩展了鲍姆林德的教养方式至四种：專制、放任、權威加民主与忽略。

## 延伸阅读
- 研究支持适当拍打孩子 （页面存档备份，存于）